# Tracy Griffith
Tracy Lee Griffith (Nova Iorque, 19 de outubro de 1965) é uma atriz, chefe de cozinha, artista plástica e, ocasionalmente, artista musical norte-americana.

## Primeiros anos
Tracy Griffith cresceu em Bedford, Nova Iorque, filha do ator e produtor Peter Griffith e de sua segunda esposa, a modelo e atriz Nanita Greene. Seu irmão mais novo é Clay Griffith, que se tornou designer de produção e decorador de cenários. Sua meia-irmã paterna é a atriz Melanie Griffith. No início da década de 1970, Tracy se mudou com a família para Saint John, nas Ilhas Virgens Americanas. Seus pais se separaram em 1975 e ela frequentou um internato em Maryland. Após formar-se em 1983, tentou seguir carreira como modelo, porém, não identificou-se com essa profissão. Cogitou mudar-se para Paris para aprender a ser chefe de cozinha, mas foi desmotivada pelo pai. Decidiu, então, cursar teatro na Universidade do Tennessee, onde estudou por dois anos antes de abandonar os estudos em 1987.

## Carreira

### Atuação
Após deixar a faculdade, Tracy trabalhou em Hollywood e Nova Iorque pelos doze anos seguintes, aparecendo em variadas produções cinematográficas e televisivas. Ela desempenhou papéis coadjuvantes em alguns filmes estrelados por sua meia-irmã Melanie, como Fear City (1984) e Crazy in Alabama (1999). Seus créditos de atuação incluem ainda os filmes The Good Mother (1988), Fast Food (1989), The First Power (1990), The Finest Hour (1992) e All Tied Up (1993), as telesséries Guiding Light e 21 Jump Street, e a minissérie Ruby Ridge: An American Tragedy. Também apresentou-se no palco do Alliance Theatre em Atlanta, Geórgia.

### Chefe de cozinha
Griffith foi a primeira mulher formada pela California Sushi Academy e uma das primeiras chefs de sushi certificadas do mundo. Nesse ramo, ela trabalhou nos restaurantes Tsumani's em Beverly Hills e Rika's on Sunset, em Hollywood. Griffith desenvolveu o que foi chamado de "sushi ao estilo americano", sem o uso do peixe cru. Isso levou a um acordo de publicação para seu livro de receitas Sushi American Style, lançado pela Clarkson Potter em agosto de 2004; em 2013, ela lançou um segundo livro, intitulado Stealth Health: Lunches Kids Love, que apresenta receitas que as crianças podem preparar sozinhas.

### Outros trabalhos
De volta à televisão, ela passou a apresentar vários programas da DIY Network, incluindo Cooking with DIY, Fitness Journey, Celebrity Dish, Prowler Girls, Celebrity Hobbies e DIY Holidays, além da atração online Cooking with Bertolli Olive Oil da FoodTV.net. Em 2002, Griffith compôs e gravou com Melanie a canção "Cross Our Hearts" (coescrita por Nacho Cano) para o álbum Sabera for Peace, em benefício da associação Sabera, que ajuda crianças de rua em Calcutá, Índia. Em 2006, Tracy lançou um CD intitulado Red, pelo selo Miura Records. Como artista plástica, passou a dedicar-se à pintura paisagista na região do Vale de Napa, na Califórnia, realizando sua primeira exposição numa galeria de São Francisco em 2011. Além disso, é restauradora de pinturas, trabalhou no ramo de hotelaria em resorts e foi instrutora de mergulho.

## Vida pessoal
Griffith se casou com o executivo de moda Mark Daley em 17 de setembro de 2011. Mudou-se para Florence, Alabama, onde abriu sua própria galeria de arte em 2019. Apoiadora da causa animal e da preservação de espécies ameaçadas de extinção, tornou-se voluntária no santuário de animais Shambala Preserve, na Califórnia.

## Discografia
Álbuns de estúdio
- Sabera for Peace (2002)[10]
- Red (2006)[7]

## Filmografia

### Cinema
| Ano  | Título                                | Papel          | Notas                       | Ref.  |
| ---- | ------------------------------------- | -------------- | --------------------------- | ----- |
| 1984 | Fear City                             | Sandra Cook    |                             | [ 3 ] |
| 1988 | The Good Mother                       | Babe           | Tcc. The Price of Passion   | [ 3 ] |
| 1989 | Sleepaway Camp III: Teenage Wasteland | Marcia Holland | Tcc. Nightmare Vacation III | [ 3 ] |
| 1989 | Fast Food                             | Samantha       |                             | [ 3 ] |
| 1990 | The First Power                       | Tess Seaton    | Tcc. Pentagram e Transit    | [ 3 ] |
| 1992 | The Finest Hour                       | Barbara        | Tcc. Desert Shield          | [ 3 ] |
| 1993 | Skeeter                               | Sarah Crosby   |                             | [ 3 ] |
| 1994 | All Tied Up                           | Sharon Stevens |                             | [ 3 ] |
| 1996 | Joe & Joe                             | Flora          |                             | [ 3 ] |
| 1988 | Brina's Problem                       | [Desconhecido] |                             | [ 3 ] |
| 1999 | Crazy in Alabama                      | Samantha       | Stand-in                    | [ 3 ] |

### Televisão
| Ano  | Título                          | Papel                 | Notas                                           | Ref.   |
| ---- | ------------------------------- | --------------------- | ----------------------------------------------- | ------ |
| 1986 | Family Ties                     | Holly Parker          | Episódio: "The Freshman and the Senior"         | [ 3 ]  |
| 1986 | American Playhouse              | Casais no drive-in    | Episódio: "The Roommate"                        | [ 14 ] |
| 1989 | 21 Jump Street                  | Linda McHugh          | Episódio: "Eternal Flame"                       | [ 3 ]  |
| 1993 | Message from Nam                | Gabrielle Wilson      | Minissérie                                      | [ 3 ]  |
| 1993 | For Love and Glory              | Rebecca Morgan        | Piloto                                          | [ 10 ] |
| 1994 | Hoggs' Heaven                   | Primeira irmã de Hogg | Especial                                        | [ 3 ]  |
| 1995 | The Marshal                     | Rabbit                | Episódio: "Natural Law"                         | [ 3 ]  |
| 1995 | The Monroes                     | Ruby Monroe           | Papel regular                                   | [ 3 ]  |
| 1996 | Ruby Ridge: An American Tragedy | Gwen Coulter          | Minissérie; Tcc. The Siege at Ruby Ridge        | [ 3 ]  |
| 1997 | Their Second Chance             | Laurie Roberts        | Telefilme                                       | [ 3 ]  |
| 1998 | Circle of Deceit                | Donna Avedon          | Telefilme                                       | [ 3 ]  |
| 2000 | Murder in the Mirror            | Donna                 | Telefilme                                       | [ 3 ]  |
| 2001 | Intimate Portrait: Tippi Hedren | Ela mesma             | Teledocumentário                                | [ 15 ] |
| 2003 | The Division                    | [Desconhecido]        | Episódio: "Bewitched, Bewildered, and Bothered" | [ 3 ]  |

Também atuou em episódios das séries Guiding Light, Jack's Place e Bull (papel recorrente) e nos pilotos Prowler Girls e Revolting. Convidada em programas como Canandian National, Entertainment Tonight, Good Morning America e To Tell the Truth. Além disso, foi a chef apresentadora de vários programas da DIY Network.